# Max Wolf
Maximilian Franz Joseph Cornelius Wolf (født 21. juni 1863 i Heidelberg, død 3. oktober 1932 sammesteds) var en tysk astronom.
Wolf indrettede sig 1879 i Heidelberg et privat observatorium. Det var rigt udstyret, hovedsagelig med fotografiske instrumenter, og i 1898 blev det flyttede til det nyoprettede astrofysiske observatorium på Königstuhl ved Heidelberg. Wolf blev direktør for det nye observatorium, og i 1909 blev han også direktør for det astronomiske institut. Allerede i 1893 var han blevet professor i astrofysik ved universitetet i Heidelberg. Wolf blev 1922 medlem af Kungliga Vetenskapsakademien. Han fik Royal Astronomical Societys guldmedalje 1914 og Bruce-medaljen 1930.
Wolf gjorde en lang række opdagelser ved hjælp af fotografier, og betragtes som en pioner inden for astrofotografi. 17. september 1884 opdagede han en periodisk komet og har fundet igen ad fotografisk vej andre periodiske kometer længe før der kunne være tale om at opdage dem ad visuel vej. Men den rigeste høst har han haft blandt de små planeter fra december 1891 og lang tid fremover. Talrige stjernetåger (i 15 kataloger, 1902—16, de fleste hidtil ukendte), stjernehobe, foranderlige stjerner har Wolf fundet; senere ad fotografisk vej også opdaget stjerner med egenbevægelse (Katalog von 1053 stärker bewegten Fixsternen, 1919). 
Sammen med Johann Palisa har han udgivet Photographische Sternkarte. Af Wolfs øvrige publikationer kan nævnes: Stereoskopbilder vom Sternhimmel (1922), Die Milchstrasse (1908). Hans fotografiske opdagelser og diskussioner er meddelte dels i fagtidsskrifter, dels i Videnskabsselskabet i Heidelberg og dels i Publicationen des astrophysikalischen Observatoriums Königstuhl-Heidelberg, I—III (1902-09).

## Eksterne henvisning
- Wikimedia Commons har flere filer relateret til Max Wolf